# إباحية حسب المنطقة

خريطة تظهر قوانين تداول الإباحية حسب الدول:
قانونية بالكامل
قانونية بصورة جزئية حيث توجد بعض القيود أو مبهمة
غير قانونيةLegend1
800000
2IllegaltextcolorIllegaltextIllegal
بيانيات غير متوفرةLegend1
b4b4b4
2Data unavailableborderb4b4b4

إنتاج وتوزيع الأفلام الإباحية و كل الأنشطة هي مشروعة في العديد من الدول ، طالما أن المواد الإباحية تصوّر الفنانين الإباحيين الذين تزيد أعمارهم عن سن معينة ، عادة ثمانية عشر عاما . لكن المزيد من القيود يتم فرضها على هذه المواد الإباحية في دول أخرى ، عدا عن الأسباب الدينية و الأخلاقية التي لا تسمح بتداول هذه المواد على الإطلاق . لكن أغلب هذه الدول يستطيع مواطنوها ولوج الإباجية عن طريق الإنترنت بكل حرية. (طالع ;المواقع الإباحية)